# Aepocerus doliariae
Aepocerus doliariae är en stekelart som beskrevs av Mayr 1906. Aepocerus doliariae ingår i släktet Aepocerus och familjen fikonsteklar. Inga underarter finns listade i Catalogue of Life.